# Aderus bifasciatus
Aderus bifasciatus é uma espécie de inseto besouro da família Aderidae. Foi descrita cientificamente por Maurice Pic em 1897.

## Distribuição geográfica
Habita em México.